# El Palou (Sant Pere de Ribes)
El Palou és un barri històric de Sant Pere de Ribes. Està situat a la part nord-oriental del nucli urbà de Ribes.
La primera notícia del Palou està relacionada amb la documentació d'un castell anomenat Castell Nou o Castellot. De tota manera, hi ha discrepància entre historiadors de si realment es tracta d'un castell situat a l'indret del Palou o al turó de Can Baró, a uns 2 km al sud i fora del nucli urbà. De tota manera, se'l considera part del nucli antic de Ribes, ja que el barri es va consolidar al segle xvii.
El Palou es divideix en dues parts, que des del 1999 estan més marcades a causa de la construcció de la variant de la carretera C-15b.
- El Palou Alt és el sector que queda a l'est de la carretera C-15b. Correspon al que avui seria el carrer i plaça de Gal·la Placídia, que són els últims habitatges del nucli urbà en direcció a Olivella. S'hi troba la masia de Ca l'Artigues del Palou, protegida com a bé cultural d'interès local.
- El Palou Baix queda a l'oest de la carretera C-15b. Els carrers principals són el carrer d'Olivella, el carrer Palou i el carrer Jesús (conegut popularment com a carrer dels Pous). En destaquen diferents construccions, com Can Giralt, La Casa Gran o Can Pau Artigas, totes elles protegides com a bé cultural d'interès local.

El barri compta amb un parell de bars i també amb l'Hotel Palou, situat a Cal Doctor Cuadras, una casa d'americano.